# История на евреите в Турция
Историята на евреите в земите на днешна Турция и по-точно в Анатолия бележи началото си още от античността.

## Антична история
В Егейския регион на Мала Азия са открити останки от еврейски селища още от 4 век пр.н.е. Йосиф Флавий в „Юдейски древности“ разказва, че Аристотел се среща с евреи, с които беседва по време на пътуването си в Мала Азия. В Милет, Сардис, Приам, Фоча и други градове по малоазийското егейско крайбрежие са открити руини от синагоги от 3 век пр.н.е. Следи от други еврейски паметници са открити край Бурса, в днешна Югоизточна Турция и по Егейското, Средиземноморското и Черноморското крайбрежие на Анадола. Бронзова колона, намерена в Анкара, известява за правата, които император Октавиан Август дал на евреите в Мала Азия.

## Средновековна история
Мала Азия е люлка на християнството. Тези земи изпитват всички борби вътре в християнството и за утвърждаване и налагане на християнството като световна религия. Тук се намира първия символен християнски център - Никея. След управлението на император Юстиниан Велики византийските, включително малоазийските евреи стават известни с името романьоти. Тези евреи погърчили еврейските си имена и се приспособили към гръцкия дух, за да бъдат по-добре приети. През 1050 г. Багдадските евреи напускат града и се установяват в Константинопол. Император Алексий I Комнин се принудил да издигне стена между двете еврейски общности, поради културните им различия.
След като османците превземат Бурса през 1326 г. и я правят своя столица, втория османски султан Орхан разрешава на местната еврейска общност да построи нананово синагогата си. Когато османците правят през 60те години на века Одрин своя нова столица, много европейски евреи мигрират в Одрин. Евреите които са изгонени от Унгария през 1376 г., от Франция при Шарл VI през 1394 г., и от Сицилия в началото на XV век, намират убежище в Османската империя. През 20те години на XV век в Одрин бягат солунските евреи, понеже Солун по това време е все още под венециански контрол.
Османската власт е много по-благоразположена към евреите от византийската. Някои изследователи са на мнение, че още от началото на 20те години на XV век османците активно насърчават еврейската имиграция към новата империя. С писмо изпратено до еврейските общности в Европа около 1454/69 г., Ицхак Сарфати (главен равин на Одрин) кани своите единоверци да напуснат християнските страни и да се заселят в Османската империя. Романьотите посрещат султан Мехмед II Завоевателя при превземането на Константинопол през 1453 г., като освободител. През 1470 г. евреи изгонени от Баварския крал Лудвиг Х, намират убежище в Османската империя.

## Нова история
Най-голямата група сред турските евреи са сефаради, изгонени от Испания и Португалия от Изабела Кастилска и Фердинанд Арагонски на 1 юли 1492 година.
През 1537 г. евреите изгонени от Апулия (Италия), след като областта попада под папски контрол, а през 1542 г. и изгонените от Бохемия от император Фердинанд намират убежище в Османската империя при Сюлейман Великолепни.
Сред турските евреи има ашкенази, произхождащи от Централна и Източна Европа, които са по-малко на брой от сефарадите, включително и потомците на поюдейчени хазари, кримчаки и караити, последните от които не признават върховенството на главния равин на страната. През 1881, 1891, 1897 и 1902 г. евреи спасяващи се антисемитските погроми в Русия са приети от Османската империя.
Също така в Турция има съхранени и евреи-романьоти, потомци на евреи, които са живели в античността и византийския период на територията на днешна Турция.
Броят на евреите в Турция е между 20 хил. и 23.. Мнозинството турски евреи живеят в Истанбул, около 1500 в Измир, малки общности има в Адана, Анкара, Антакия, Бурса, Чанаккале, Къркларели и някои други градове. 96 % са турските евреи са сефаради, а останалите са ашкенази. Има и малка група караити, която не признава властта на главния равин на Турция.